# Taylor (Alabama)
Taylor – miasto w Stanach Zjednoczonych, w stanie Alabama, w hrabstwie Houston. W roku 2023 miasto zamieszkiwało 2309 osób, a gęstość zaludnienia wynosiła 125,5 osoby/km².